# Річкова міліція Кременчука
Водна міліція Кременчука — підрозділи міліції у Кременчуці на які покладені наступні завдання:
- Забезпечення особистої безпеки громадян, захист їх прав, свобод і законних інтересів
- Запобігання правопорушенням та їх припинення
- Боротьба з браконьєрством
- Охорона і забезпечення громадського порядку
- Виявлення, розкриття і розслідування злочинів, пошук осіб, які їх учинили
- Забезпечення безпеки судноплавства
- Захист усіх видів власності від злочинних посягань
- Виконання, у межах своєї компетенції, адміністративних стягнень
- Участь у наданні соціальної та правової допомоги громадянам
- Сприяння, у межах компетенції, державним органам, підприємствам, установам і організаціям у виконанні покладених на них законом обов'язків
- Забезпечення дотримання законності в діяльності працівників відділення
- Своєчасне припинення злочинів у галузі економіки та запобігання їм
- Виявлення та документування фактів хабарництва та зловживання службовим становищем працівників держрибінспекцій та іншими посадовими особами
- Аналіз і прогнозування криміногенних процесів на території обслуговування та своєчасне інформування про них зацікавлених органів
- Виявлення причин і умов, які сприяють вчиненню правопорушень законодавства, та вжиття заходів до їх усунення

Водна міліція Кременчука у організована у структуру «Лінійне відділення міліції в річпорту міста Кременчук», яка входить до складу галузевих служб ГУ МВС України в Полтавській області.

## Історія
Вперше у Російській імперії річкова міліція були створені наприкінці 19 століття як спеціальний орган для охорони громадського порядку на водних просторах Санкт-Петербурга.
Після Жовтневої революції 25 липня 1918 року був виданий декрет Народних Комісарів «Про створення річкової міліції» тому цю дату вважають днем її створення.
З початком Радянсько-німецької війни з'явилась необхідність створення централізованої водної міліції. Вона була створена 27 липня 1942 року — водній міліції було поставлена задача по охороні громадського порядку, боротьбою з кримінальною злочинністю та кражами соціалістичної власності на водному транспорті.
Річкова міліція в складі МВС України практично підпорядковувалась Управлінню транспортної міліції ГУМ МВС СРСР, але 1957 року воднотранспортна міліція була передана із союзного в республіканське підпорядкування. Що привело до входження річкової міліції до системи місцевих УВС.
У 1941-1945 роках у річковій міліції м. Кременчука працював 1 співробітник, який виставлявся як постовий міліціонер. З 1946-1947 роках у річковій міліції міста Кременчука яка називалась НКВД на воді працювало вже 4 співробітники начальниками були Литвиненко М. М., Черничко В. М.
З 1973 року було створено Українське Управління внутрішніх справ на транспорті — де були об'єднані повітряний (аеропорти), залізничний та водний транспорт і з 1973 року міліцію перейменовують у Лінійний відділ міліції в річковому порту Кременчук, яка була підпорядкована Дніпровському відділу міліції на водному транспорті в місті Києві і складась з 17 співробітників разом з Лінійним пунктом міліції пристані Світловодськ, у той час відділення мало такі транспортні засоби — мотоцикл, автомобіль «Москвич», човен «Прогрес», міліція розташована була на дерев'яному дебаркадері на річці Дніпро в районі теперішнього річкового вокзалу.
Співробітники лінійного відділення в річковому порту Кременчук 1980 року брали активну участь у охороні громадського порядку на олімпійських іграх в таких містах як Канев, Бориспіль, Сімферопль.
З 1973 по 1983 рік склад відділення складався з 23 співробітників, начальником до 1986 року був майор міліції Ялисоветський А. А. З 1986 року відділення очолював майор міліції Костюк В. Ф.
Працювало лінійне відділення на воді так і на березі за що в 1989 році було нагороджене за найкращі показники в оперативно-службовой діяльності Українським УВС на транспорті МВС УРСР.
1986 року працівники річкової міліції брали участь у ліквідації наслідків аварії на Чорнобильські АЕС, із них 2 офіцери і 11 сержантів.
Головною задачею обслуговування на той час були пристань Адамівка Черкаської області та пристань Мишурін Ріг Дніпропетровської області відстань між ними становить близько 150 кілометрів. В день зустрічали близько 42 ракет, метеорів, теплоходів, пасажирський потік становив 3-4 тисячі чоловік за день.
1985 року річкова міліція переїхала в приміщення нового річкового вокзалу. 1986 року начальником ЛВВС у річковому порту Кременчук став підполковник міліції Черевко О. Г.
1995 році було розформовано річкову міліції, аеропорти і порти підпорядковано безпосередньо обласним УВС.
Ліквідовано лінійний пункт міліції на пристані Світловодськ в зв'язку з браком коштів.
1999 року на чолі ЛВ в річпорту Кременчук став підполковник міліції Парсяк А. В. У цей же час було скорочено чергову частину, інспектора ОБЕП, інспектора КР і міліцію виселили з річкового вокзалу в зв'язку з переходом його в приватну власність.
В З 2003 по 2008 рік річкову міліцію очолював майор міліції Булін В. В. З 2008 по 2010 рік її став очолювати майор міліції Терела С. М. З лютого 2010 року начальником лінійного відділені в річковому порту Кременчук призначений ст. лейтенант міліції Мартиш О. Ю.